# Otto Rohwedder
Otto Rohwedder (3 dicembre 1909 – 15 giugno 1969) è stato un allenatore di calcio e calciatore tedesco, di ruolo attaccante.

## Carriera

### Nazionale
Ha collezionato 5 presenze con la propria Nazionale.